# ツール・ド・フランス1905
ツール・ド・フランス1905は、ツール・ド・フランスとしては3回目の大会。1905年7月9日から7月30日まで、全11ステージ、全行程2994kmで行われた。前年のツール・ド・フランスにおいて、初代優勝者のモリス・ガランらが行程中に列車を利用していたことが後に発覚したことを受け、この大会から総合成績は時間制からポイント制に改めた。この制度は1912年のツール・ド・フランスまで続けられた。

## 総合成績
| 順位 | 選手名                               | 国籍     | ポイント |
| ---- | ------------------------------------ | -------- | -------- |
| 1    | ルイ・トゥルスリエ                   | フランス | 35       |
| 2    | イポリト・オクトゥリエ               | フランス | 61       |
| 3    | ジャンバプティスト・ドルティニャック | フランス | 64       |
| 4    | エミール・ジョルジェ                 | フランス | 123      |
| 5    | ルシアン・プティブルトン             | フランス | 155      |
| 6    | オギュスタン・リンジェヴァル         | フランス | 202      |
| 7    | ポール・ショヴェ                     | フランス | 231      |
| 8    | フィリップ・ポトラ                   | フランス | 248      |
| 9    | ジュリアン・ガボリ                   | フランス | 255      |
| 10   | ジュリアン・メトロン                 | フランス | 304      |

### 総合首位者
| 選手名             | 国籍     | 首位区間      |
| ------------------ | -------- | ------------- |
| ルイ・トゥルスリエ | フランス | 第1、第3-最終 |
| ルネ・ポティエ     | フランス | 第2           |